# Game Boy Light

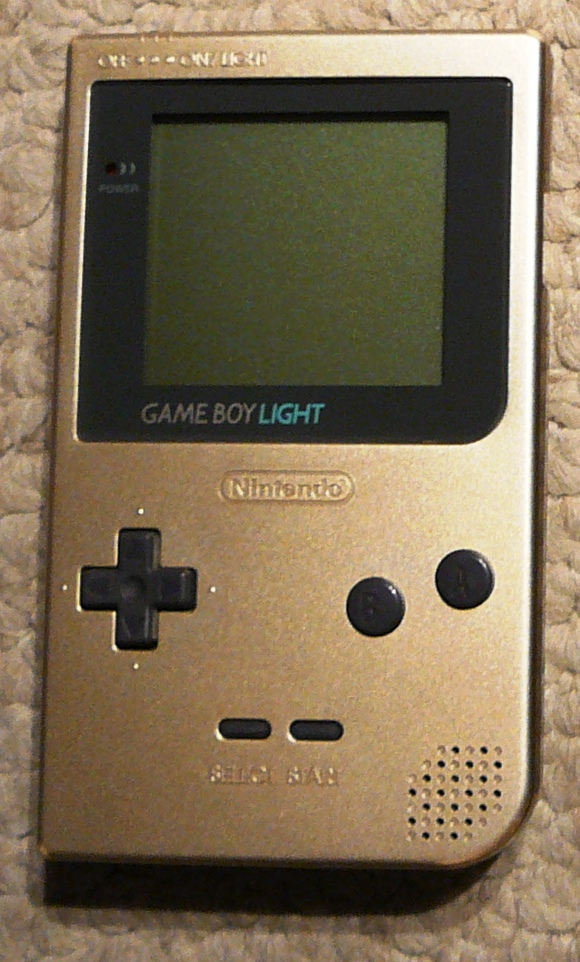
Game Boy Light原廠盒裝

Game Boy Light（简称为GBL）是任天堂公司继Game Boy Pocket以后发售的后续机种，也是任天堂第一款带背光的便携式游戏机。由于仅比下一代的Game Boy系列Game Boy Color早约6个月发售，再加上Game Boy Light单在日本销售，因此出货量不多，是Game Boy系掌机中较为稀少的一款。

## 主机参数
- 中央处理器：8bit，Z80@4.19MHz
- 内置记忆体： 8KB + VRAM 8KB
- 屏幕类型：2.45英寸STN屏幕，黑白，4级灰度
- 解析度：160×144
- 声效：矩形波2声，任意波一音，杂音一音
- 主机接口：GB卡带插槽，3.5mm耳机接口，AC输入接口
- 按键数量：八方向十字键+2功能键+SELCET+START
- 电源：AA电池2节，或使用外接电源
- 电池使用时间：关闭背光最多20小时，打开最多12小时
- 发售日/售价：1998年4月14日/6800日元[2]

## 限定版GBL
- 手冢治虫限定版
- 铁臂阿童木限定版
- 口袋中心限定版
- FAMI通500限定版（限量5000台）
- TOY限定版